# HMIS Bengal (1942)
HMIS „Bengal” − indyjska korweta typu Bathurst z okresu II wojny światowej, jedna z czterech korwet tego typu zbudowanych w Australii dla Royal Indian Navy. „Bengal” był wodowany w 1942 i służył do 1960, w czasie wojny brał między innymi udział w potyczce z japońskimi rajderami.

## Historia
Korweta zbudowana została w stoczni Cockatoo Docks and Engineering Co. Ltd. w Sydney. Był to jeden z czterech okrętów tego typu zbudowanych dla Royal Indian Navy w Australii. Stępkę pod okręt położono 3 grudnia 1941, został on wodowany 28 maja 1942 i ukończony 8 sierpnia 1942. Matką chrzestną okrętu była Elsie Curtin, żona ówczesnego premiera Australii Johna Curtina.
Pierwszym dowódcą okrętu był William Joseph Wilson, DSO.
W czasie pierwszego rejsu okręt wziął udział w zwycięskiej potyczce z japońskimi rajderami „Aikoku Maru” i „Hokoku Maru”.
Od 15 maja 1943 należał do Arabian Bengal Ceylon Escort Force (ABCEF).
Brał udział w wielu konwojach, między innymi; BP.66 (z udziałem między innymi SS „Kościuszko”), PB.23, BP.67, PB.26, BP.31, JC, BP.85, PA.44, BP.90, PA.49, AP.41, PB.54, PB.95, PA.54, PB.45, AP.47, PB.59, BP.100, PB.59, BP.52, AP.52, PB.64, BP.105, PA.64, AB.25.
„Bengal” został złomowany w 1960.